# 鈴木康文
鈴木 康文（すずき こうぶん、1896年3月5日 - 1997年1月27日）は、日本の歌人。千葉県匝瑳郡栄村堀川生まれ。『橄欖』主宰者の吉植庄亮に師事し、吉植の没後は『橄欖』代表となった。九十九里浜に面する農村に生まれ、農業を続けながら海と農村の歌を詠み続けた農民歌人として知られる。代表歌集に『九十九里』、『新九十九里』、『続々九十九里』などがある。
出生時の名前は鈴木義雄であり、1927年に鈴木康文（すずき やすぶみ）に改名した。歌人としての読みは康文（こうぶん）。

## 略歴
1896年、千葉県匝瑳郡栄村堀川（現・匝瑳市）の農家に生まれる。旧制中学校を卒業。14歳より作歌をはじめ、文芸誌の『文章世界』（博文館）、『秀才文壇』（文光堂）などに入選。
1916年、尾上柴舟主宰の「水甕」に入会し、石井直三郎の指導を受ける。1918年には佐佐木信綱主宰の竹柏会（歌誌『心の花』発行）に入会し、石榑千亦の指導を受けた。
1922年、吉植庄亮の歌誌『橄欖』の創刊に伊藤公平らとともに参加。以来、吉植庄亮に師事する。1958年に吉植が没したのちは、『橄欖』運営委員長・発行人を務めた。
1967年から10年以上、千葉県歌人クラブの代表幹事を務める。1970年には千葉県より文化功労者として表彰される。
1984年、歌集『米寿』で日本歌人クラブ賞受賞。1997年1月27日、100歳で死去。没後、歌集『百寿以後』が編纂された。

## 歌碑
1978年6月、匝瑳市の野手海岸、のさか望洋荘の敷地内に歌碑が建てられた。
- 一列の青波しろく秀だちつつそりかしぐまも走り続くる

## 著書

### 歌集
- 草路集（岩谷禎次編、水甕叢書 第5編、水甕発行所、1920年） -  尾上柴舟、岩谷莫哀（岩谷禎次）らとの共同歌集。鈴木義雄名義。
- 青萱（橄欖叢書 第6編、橄欖社、1936年）
- 冬田（橄欖叢書 第30編、橄欖社、1957年）
- 九十九里（橄欖叢書 第70篇、短歌研究社、1969年7月）
- 新九十九里（橄欖叢書 第83篇、短歌研究社、1971年6月）
- 続々九十九里（橄欖叢書 第108篇、短歌研究社、1973年8月）
- 第四 九十九里（1976年11月）
- 第五 九十九里（橄欖叢書 第160篇、LD書房、1978年6月）
- 米寿（橄欖叢書 第199篇、短歌新聞社、1984年3月）
- 鳩寿（橄欖叢書 第318篇、LD書房、1994年7月）
- 白寿（1995年）

没後に編纂された歌集
- 百寿以後（橄欖叢書 第362篇、短歌新聞社、2001年3月）

### 評伝
- 吉植庄亮 : その歌と農業と政治について（橄欖叢書 第99篇、柏葉書院、1972年4月）